# جک دبلیو رابینز

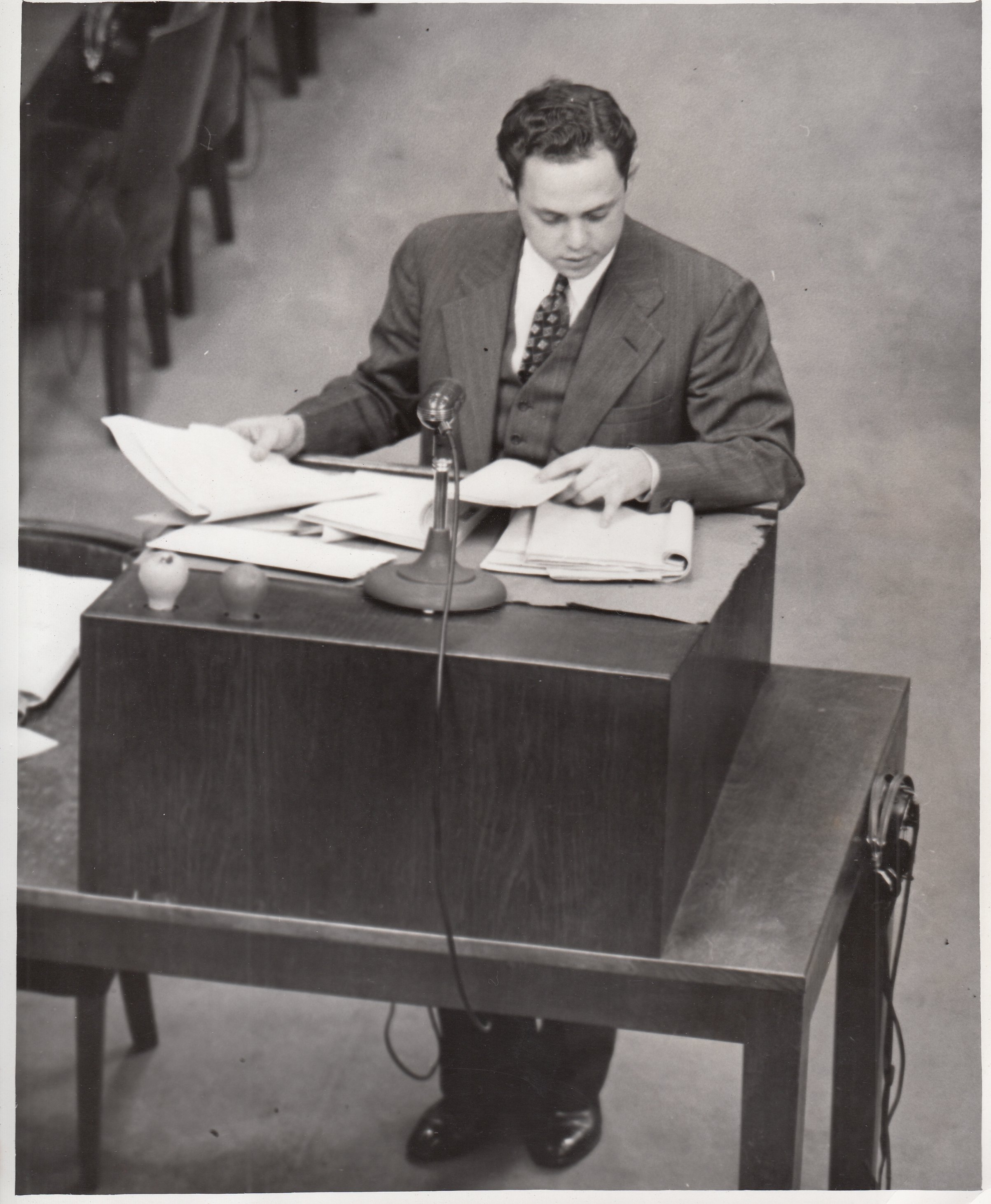

جک دبلیو رابینز (به انگلیسی: Jack W. Robbins؛ ۲۰۰۵–۱۹۱۹) دادستان عالی ایالات متحده در دادگاه Pohl بود. دادگاه Pohl چهارمین دادگاه از دوازده محاکمه برای جنایات جنگی بود که مقامات آمریکایی پس از پایان جنگ جهانی دوم در نورنبرگ آلمان برگزار کردند. رابینز جوانترین بازپرس بود و تبدیل به با سابقه‌ترین بازپرس در این روند تبدیل شد.